# 드림걸스 (뮤지컬)
《드림걸스》(Dreamgirls)는 백인들의 팝 음악이 은반계를 장악하고 있는 상황에서 흑인 특유의 음악을 가지고 주류 음악 속으로 뛰어들었던 모타운을 중심으로 한 흑인 가수들의 이야기를 담고있다.
1981년 12월 브로드웨이에서 초연되었는데, 초연 당시 '브로드웨이 역사상 가장 화려한 쇼'로 평가받았다. 대한민국에서는 2009년에 초연하였고, 초연 당시 한미 합작 공연으로 화제를 모았다.
1960년대 미국의 전설적인 흑인 R&B 여성 그룹 슈프림스를 모티브로, 화려하지만 냉혹한 쇼 비즈니스 세계와 엔터테이너로 성장해 나가는 소녀들의 이야기를 담은 뮤지컬이다.

## 슈프림스
뮤지컬 드림걸즈는 전설적인 흑인 여성 그룹 슈프림스를 모티브로 제작된 뮤지컬이다.
슈프림스는 디트로이트출신의 플로렌스 발라드와 다이애나 로스,메리 윌슨 총 3명의 멤버가 있다.
1964년부터 1969년꺼자 12곡의 빌보드 차트 1위곡을 쏟아낸, 60년대 최고의 흑인 뮤지션이었다. 모타운 레코드사는 슈프림스라는 여성 그룹을 배출한 회사이자 미국 흑인 음악의 산실이었다.
모타운의 창립자이자 매니저인 베리 코디 주니어는 백인 중심의 음악 판에서, 매력적이면서도 우아하고 '흑인답지 않은' 목소리와 사운드를 만들어 상업적인 성공을 이뤄냈다.
이후 플로렌스 발라드가 팀을 나가고 신디 버드송을 새로 영입하여 '다이애나 로스 앤 슈프림스'로 그룹명을 바꾸고 활동을 이어갔다. 슈프림스는 1977년에 공식 해체되면서 18년간의 화려했던 활동을 마감했다.
뮤지컬 드림걸즈는 '프리메츠'를 연상시키는 '드림메츠'라는 그룹으로 활동하던 시카고 출신의 흑인 소녀 에피, 디나, 로렐이 리드 보컬 에피의 남동생 C.C가 작곡한 'Move'로 탤런트 쇼에 나갔다가 중고차 딜러인
커티스를 만나는 것으로 극이 시작된다. 이 장면에서 그룹 슈프림스의 실화가 연상된다.

## 드림걸즈의 역사
1975년, 드림걸즈의 작사 겸 작가인 톰 이언이 자신의 연극의 뮤지컬 버전을 작곡가 헨리 크리거와 함께 작업하면서부터 두 사람은 아프리칸 아메리칸(African-American)백 보컬의 이야기를 다룬 뮤지컬을
만들기 시작했다. 넬 카터와 동료배우 셰릴 리 랄프,로레타 드바인과 함께 만들어가던 뮤지컬 프로젝트는 넬 카터가 TV 드라마 출연으로 빠지게 되면서 연기됐다.
1년 뒤, 연출가 겸 안무가 마이클 베넷이 합류하며 다시 기지개를 켜기 시작했다.
뮤지컬 이름을 프로젝트에서 '빅 드림스(Big Dreams)로 바꾸었지만, 뮤지컬을 만드는 것은 평탄하지 않았다. 폴로렌스 발라드의 역이었던 제니퍼 홀리데이는 잦은 출연 번복을 했다.
새로 합류한 마이클 베넷은 제니퍼 루이스를 에피 역으로 대신 세우고 두 차례의 워크샵을 성공적으로 진행했다.
이 모습을 본 제니퍼 홀리데이는 다시 한번 출연을 결심하지만 에피 역의 비중이 줄어든 것을 알고는 또 다시 출연을 번복하였다.
정식 공연을 앞두고 제니퍼 로렌스의 출연 번복을 막기 위해 마이클 베넷은 결국 2막 수정을 허락했고, 1981년 12월 20일 우여곡절 끝에 브로드웨이 임페리얼 시어터에서 첫 막을 올렸다.
드림걸즈는 눈을 뗄 수 없는 화려한 무대 연출과 귀를 즐겁게 하는 40여 곡의 음악, 극적인 휴먼 드라마 등 기존 뮤지컬에서는 시도해본적 없는 혁신적인 요소들로 관객과 평단의 마음을 사로잡았다.
이듬해 토니상 6개 부문, 드라마 데스크상 3개 부분을 거머쥐며 브로드웨이의 블루칩으로 떠오른 드림걸즈는 이후 4년간 1,522회의 공연 기록을 세우며 인기를 이어갔다.

## 줄거리
디트로이트 출신의 꿈과 재능, 열정을 가진 여성 트리오 디나, 에피, 로렐이지만 오디션에 실패하는 등 화려한 스타의 길로 가는 것에 어려움을 겪는다.
그런 그녀들은 쇼 비즈니스계의 성공을 꿈꾸는 야심찬 매니저 커티스와 만나게 된다. 커티스는 그녀들이 가지지 못한 성공의 카드를 쥐고있었다.
음악 스타일뿐만 아니라 리던인 에피 대신 뛰어난 외모를 가진 디나를 리드 싱어로 교체하려는 계획이었다.
이에 에피는 반발하고 팀은 위기에 봉착하지만. 디나는 자신에게 찾아온 기회가 싫지만은 않다.
위의 줄거리대로 뮤지컬 드림걸즈는 전설적인 흑인여성 트리오인 슈프림즈의 실화를 기초로 한 뮤지컬이다.
뮤지컬의 핵심내용을 정리하자면 원래 리드 싱어를 맡고 있던 플로렌스 발라드 대신 더 이쁘고 대중들에게 먹힐 만한 목소리를 가진 다이애나 로스가 리드싱어가 된 뒤, 팀의 갈등을 그려낸 이야기라고 할 수 있다.

## 시놉시스

### ACT1
가수가 꿈인 세 소녀 에피, 디나, 로렐로 이루어진 '드리메츠'는 리드보컬인 에피의 남동생 C.C.화이트가 작곡한 'Move'로 탤런트 쇼에 출연하여 중고차 중개업자인 커터스를 만나게 된다.
커터스는 매니저 마티와 함께 드리메츠를 당대 최고의 R&B 스타인 지미의 백업 코러스로 세운다.
C.C.화이트가 만든 곡은 곧 사람들의 주목을 끌지만 백인 팝 가수가 이 곡을 훔쳐 발표하고, 이에 화가 난 커터스는 미국 전역의 라디오 DJ들을 매수해 Steppin' to the Bad Side를 발표하여 공전의 히트를 기록한다.
커티스는 백인 사회에 '드리메츠'를 맞춰넣어 성공하겠다는 계혹 아래 더 예쁘고 인형같은 이미지로 그룹을 꾸미기 위해 디나를 리드 보컬로 세우려 한다. 아름다운 디나에게 커티스는 빠지기 시작하고,
커티스의 아이를 임신하고 있던 에피는 이 모든 것을 얘기하려 하지만 사람들은 그녀의 태도를 책망하였다. 커티스도 섭섭하지 않게 돈을 줄테니 떠나라고 말한다.
절망한 에피를 뒤로하고 그룹은 디나 존스&더 드림스라는 이름으로 큰 성공을 거둔다.

### ACT2
디나 존스&더 드림스는 굉장한 성공을 거두어 미국 전역에서 가장 인기있는 여성 그룹이 되었고, 디나는 커티스와 결혼을 했다.
지미는 로렐과의 불륜관계를 이어가며 재기하지 못하는 가수로서 괴로워하다 커티스와의 다툼으로 팀을 떠난다.
한편, 아직도 옛 영광을 잊지 못하고 거만한 태도로 일관하던 에피에게 마티는 계속 노래를 하고 싶다면 달라져야 한다고 충고한다. 시간이 흐를수록 커티스의 독단적인 태도에 질린 디나는 배우를 하겠다고 결심하지만,
반대에 부딪히고 C.C.화이트는 에피를 찾아가 다시 노래를 하자며 설득한다.
이윽고 One Night Only라는 노래를 발표하고 좋은 반응을 얻지만 커티스는 예전에 자신들이 당했던 수법 그대로 그 노래를 훔쳐 디나에게 부르게 하고, 에피는 변호사와 함께 커티스를 찾아가 경고한다.
커티스가 어떤 사람인지 깨달은 디나는 커티스에게 이별을 고하고, 에피와 디나는 화해한다.
결국 배우가 되겠다는 디나와 One Night Only로 스타가 된 에피는 다시 모여 그룹이 해체되기 전 마지막으로 콘서트를 열고 안녕을 고한다.

## 등장인물
- 에피 화이트
- 디나 존스
- 로렐 로빈슨
- 제임스 썬더 얼리
- 커티스 테일러 주니어
- 마티 매디슨
- C.C.화이트
- 미셸 모리스
- 웨인

### 등장인물 설명
에피 화이트는 폭발적인 가창력을 가진 '드림스'의 메인보컬이다. 디나 존스에세 메인 보컬 자리와 커티스를 빼앗기며 분노와 질투에 사로잡힌다.
디나 존스는 '드림스'의 성공기를 이끈 메인보컬이다. 예쁜 외모와 부드러운 음색을 가졌으며, 에피 화이트를 밀어내고 팀의 중심이 된다.
로렐 로빈슨은 '드림스'의 세 번째 멤버로 섹시하고 발랄한 인물이다. 극 중에서는 유부남인 제임스 썬더 얼리(지미)와 사랑에 빠진다.
커티스 테일러 주니어는 '드림스'의 매니저이다. 쇼 비즈니스 세계에 어올리는 감각과 야망을 가진 인물로, '드림스'를 자신의 독단으로 바꾸려고 한다.
제임스 썬더 얼리는 당대 최고의 R&B 스타이다. '드림매츠'가 쇼 비즈니스 세계에 첫 발을 내딛는데 결정적인 역할을 한다. 뮤지컬에서는 제임스 썬더 얼리라는 이름 대신 '지미'라는 애칭으로 불리기도 한다.
C.C.화이트는 에피 화이트의 남동생으로 '드림스'의 작곡자이다. '드림스'의 모든 히트곡들을 작곡한다.
미쉘 모리스는 에피 화이트 대신에 '드림스'에 투입되는 '드림스'의 마지막 멤버이다.
마티 매디슨은 제임스의 가수생활 초기부터 함께 해 온 오랜 매니저이다. 커티스 테일러 주니어와의 의견충돌로 제임스를 떠나고, 후일에 에피 화이트의 컴백을 돕는 역할이다.

## 대한민국 캐스팅

### 2009년 캐스팅
- 에피화이트 : 홍지민, 차지연
- 디나 존스 : 정선아, 박은미
- 로렐 로빈슨 : 김소향
- 제임스 썬더 얼리 : 최민철
- 커티스 테일러 주니어 : 김승우, 오만석
- C.C.화이트 : 하지승
- 미셸 모리스 : 류승주

### 2015년 캐스팅
- 에피 화이트 : 차지연, 박혜나, 최현선
- 디나 존스 : 윤공주, 박은미, 유지(베스티)
- 로렐 로빈슨 : 난아
- 제임스 썬더 얼리 : 최민철, 박은석
- 커티스 테일러 주니어 : 김도현, 김준현
- C.C.화이트 : 이승원, 유승엽
- 미셸 모리스 : 강웅곤

## 드림걸스 노래
- Move(Dream Girls)
- Fake Your Way to the Top
- Cadillac Car
- . Steppin' to the Bad Side
- Family
- Dreamgirls
- Press Conference
- And I Am Telling You I'm Not Going
- Ain't No Party
- When I First Saw You
- I Am Changing
- I Meant You No Harm
- The Rap
- Firing of Jimmy
- I Miss You Old Friend
- One Night Only
- Hard to Say Goodbye, My Love

2006년에, 뮤지컬 드림걸스가 영화화되었다. 영화 감독이었던 빌 콘돈 감독은 영화 속에 1960년대, 1970년대의 R&B 사운드를 그대로 살리면서도 그 속에 현대적인 감성을 불어 넣고 싶어했다.
그래서 뮤지컬의 원곡을 작곡했던 헨리 크리거를 찾아가 도움을 요청했고, 그 결과 새로운 4개의 곡이 탄생했다.
- Love You I Do
- Listen
- Patience
- Perfect World

## 2017년 내한과 캐스팅 논란
2017년에 뮤지컬 드림걸스가 국내 최초로 한국에 내한하였다.
뮤지컬 '드림걸스'의 진솔한 이야기와 명품 넘버를 호소력 짙게 전달 하기 위해 국내 무대 최초로 주역부터 앙상블까지 모든 캐스트를 브로드웨이의 아프리칸 아메리칸(African-American)배우들로만 구성했다.
'드림즈'의 원년 메인 보컬이었지만 디나에게 메인 보컬 자리와 커티스의 사랑을 빼앗겨 분노와 질투에 사로잡혀 '드림즈'를 떠나는 '에피 화이트'의 역에는 배우 브리 잭슨과 브릿 웨스트가 더블 캐스팅되었다.
예쁜 외모와 아름다운 음색으로 '드림즈'의 성공을 이끈 메인 멤버 '디나 존스'의 역할에는 캔디스 마리 우즈가 발탁되었다.
'드림즈'의 세 번째 멤버로 사랑스러우면서도 발랄한 인물이자, 유부남 지미와 사랑에 빠지는 '로렐 로빈슨'역에는 앙투아넷 코머가 발탁되었고,
에피 화이트 대신 '드림즈'에 투입되는 마지막 멤버인 '미셸 모리스'의 역에는 올리비아 애슐리 리드가 발탁되었다.
'드림즈'를 성공으로 이끄는 매니저이자 쇼 비즈니스 세계에 어올리는 감각과 야망을 가진 독단적이고 탐욕적인 '커티스'역에는 섀비 브라운이 출연한다.
또한, 애칭 지미로 불리며 당대 최고의 R&B스타, '드리메츠'가 쇼 비즈니스 세계에 첫 발을 내딛는데 결정적인 역할을 하는 '제임스'역에는 닉 알렉산더가 발탁되었고, 에피의 남동생이자
'드림즈'의 히트곡을 모두 작곡한 작곡가 'C.C.화이트'의 역할에는 타일러 하드윅이 캐스팅되었다.
한국에 최초로 내한하여 공연하는 뮤지컬 드림걸스는 2017년 4월4일부터 6월25일까지 서울 잠실동 샤롯데씨어터에서 공연하였다.

하지만 내한공연에는 캐스팅과 관련해 논란이 있었다.
2017년 4월 6일에 열린 공연에서는 공연 3시간 전에 주요 인물들의 캐스팅이 바뀌어 논란이 있었다.
'디나 존스'역은 원래 캔디스 마리 우즈였는데 올리비아로, '로렐 로빈슨'역은 앙투아넷코머엮는데 알렉시아로, '지미'역할은 닉 알렉산더 배우에서 아라미라는 배우로,
'미셸 모리스'의 역할은 올리비아 애슐리 리드에서 토니로 주요 인물들의 배우들이 대거 교체되는 상황이 발생했다.
또한, '에피 화이트'의 역할을 맡은 브리 잭슨과 브릿 웨스트가 더블 캐스팅되었었는데, 이 배우들은 건강 문제로 2017년 6월 6일부터 무대에 오르지 못해 공연이 중도 취소되는 등 어려움을 겪었다.
브릿 웨스트는 위경련을 일으키고 브리 잭슨이 다리를 다쳐 무대에 설 수 없게 되면서 2017년 6월 6일에는 공연직전에, 2017년 6월 7일에는 공연 중에 최소되는 사태가 일어났다.
또, 2017년 6월 8일과 9일에는 공연 하루 전에 관개들에게 공연 취소를 공지하기도 했다.
2017년 6월 10일부터는 브리 잭슨은 무대에 설 수 있게 되었지만, 브릿 웨스트는 여전히 불가능한 상태여서 배우 티파니 만이 긴급 투입되었다.
공연이 취소되는 상황은 피했지만 이러한 논란으로 인해 드림걸스에 대한 평판이 낮아졌다. 실제로 캐스팅 논란 이후로, 이 공연에 대한 인터넷 관객 평점은 급격히 낮아졌다.

## 드림걸스 공연시간
1막 85분, 인터미션 20분, 2막 65분으로 총 2시간 50분이다.

## 드림걸스의 재탄생
뮤지컬 드림걸스는 비욘세, 제이미 폭스, 제니퍼 허드슨 등 화려한 캐스팅으로 25년 만에 영화로 재탄생하였다.
디나 존스역은 비욘세가, 에피 화이트역은 제니퍼 허드슨, 로렐 로빈슨역은 애니카 노니 로즈가 맡았다.
특히 비욘세는 영화에서 디나 존스역을 맡아 Listen이라는 노래를 완벽 소화해 내며 큰 주목을 받았고,
비욘세 Listen은 아직까지도 많이 사랑받는 노래이다.
또한, 2009년에는 미국과 한국 제작진이 함께하여 한국에서 세계 최초로 월드 프리미어를 선보였다.
드림걸스 (영화) 참고.

## 수상
| 년도        | 수상 내역 |
| ----------- | --- |
| 1981년 초연 | - Tony Awards 최우수 작품상 - Tony Awards 남우주연상 - Tony Awards 여우주연상 - Tony Awards 남우조연상 - Tony Awards 안무상 - Tony Awards 조명상 - Grammy Awards Best Cast Show Album - Grammy Awards Best R&B Vocal Performance-Jennifer Holiday - Drama Desk 극본상 - Drama Desk 여우주연상 - Drama Desk 남우조연상 - Drama Desk 조명디자인상 - Drama Desk 무대디자인 상 - Tony Awards 13개 부문 노미네이트           |
| 2006년 영화 | - Golden Glove Awards 작품상 - Golden Glove Awards 남우조연상 - Golden Glove Awards 여우조연상 - Academy Awards 여우조연상 - Academy Awards 음향상 - Tony Awards Best Song 'Love You I Do' - Golden Glove Awards에서 5개 부문 노미네이트 - Academy Awards에서 8개 부문 노미네이트 |
| 2009년      | - 더뮤지컬어워즈 최우수외국뮤지컬상 - 더뮤지컬어워즈 남우조연상- 최민철 - 더뮤지컬어워즈 여우조연상- 정선아 - 한국뮤지컬대상시상식 베스트외국뮤지컬상 - 한국뮤지컬대상시상식 여우주연상- 홍지민 - 한국뮤지컬대상시상식 프로듀서상 - 한국뮤지컬대상시상식 음악상 - 한국뮤지컬대상시상식 무대미술상 - 한국뮤지컬대상시상식 기술상 - 더뮤지컬어워즈 4개 부문에서 노미네이트 - 한국뮤지컬대상시상식 11개 부문 [[노미네이트] |

## 참고 자료
- 보관됨 2018-06-22 - 웨이백 머신
- [깨진 링크(과거 내용 찾기)]
- 보관됨 2018-06-22 - 웨이백 머신